# 長沼伸一郎
長沼 伸一郎（ながぬま しんいちろう、1961年東京生まれ-）は、日本の物理学者。「パスファインダー物理学チーム」代表。

## 略歴
1979年早稲田高等学院卒業。1983年早稲田大学理工学部応用物理学科（数理物理）卒業。1985年同大学院中退。組織には属さず仲間と一緒に研究生活を送っている。

## 著作
- 『物理数学の直観的方法―理工系で学ぶ数学「難所突破」の特効薬』講談社、2011年9月
- 『経済数学の直観的方法 マクロ経済学編』講談社、2016年9月
- 『経済数学の直観的方法 確率・統計編』講談社、2016年11月
- 『現代経済学の直観的方法』講談社、2022年4月
- 『世界史の構造的理解 現代の「見えない皇帝」と日本の武器』PHP研究所、2022年6月